# 밸푸어 선언
밸푸어 선언(Balfour Declaration)은 영국 정부가 1917년 제1차 세계대전 중에 공적으로 진술한 문서로 팔레스타인에 "유대인의 민족적 고향"(national home for the Jewish people)이 설립되는 것을 지지하는 것을 내용으로 하고 있다. 이 선언은 영국의 외무장관 아서 밸푸어가 영국 유대인 공동체의 대표인 월터 로스차일드에게 보내는 서한에 포함되어 있다.
밸푸어 선언은 전세계의 유대인 공동체에서 시온주의에 대한 지지를 증가시키고, 팔레스타인 위임통치령의 근거가 된 영국의 팔레스타인 위임의 핵심 요소가 되는 등 국제 질서에 오랜 영향을 주었다. 또한 선언의 내용이 그 이전 영국이 메카의 샤리프인 후세인 빈 알리와 후세인-맥마흔 서한에서 한 약속과 상충되는지 등의 논쟁이 여전히 남아 있다.

## 내용
1917년 11월 2일 당시 외무장관이었던 아서 밸푸어가 이끄는 영국 외무성이 당시 유대인을 대표하는 월터 로스차일드에게 다음과 같은 편지를 공식적으로 보낸다. 타자로 작성했으며 맨 밑에 아서 밸푸어 서명이 있다.

### 영어 원문
Foreign Office,

November 2nd, 1917.

Dear Lord Rothschild,

I have much pleasure in conveying to you, on behalf of His Majesty's Government, the following declaration of sympathy with Jewish Zionist aspirations which has been submitted to, and approved by, the Cabinet.

"His Majesty's Government view with favour the establishment in Palestine of a national home for the Jewish people, and will use their best endeavours to facilitate the achievement of this object, it being clearly understood that nothing shall be done which may prejudice the civil and religious rights of existing non-Jewish communities in Palestine, or the rights and political status enjoyed by Jews in any other country".

I should be grateful if you would bring this declaration to the knowledge of the Zionist Federation.

Yours sincerely,

Arthur James Balfour

### 한국어번역
본문의 ""부분만 한국어로 번역하면 다음과 같다.
국왕폐하의 정부는 팔레스타인에 유대인을 위한 조국을 수립하는 것에 대해 호의를 가지고 살펴보기로 했습니다. 그리고 이러한 목표를 달성하기 위하여 최선의 노력을 다할 것입니다. 이로 인해 팔레스타인에 거주하는 비유대인의 정치적 권리와 종교적 권리, 또는 다른 모든 나라에서 유대인이 누리는 권리와 정치적 상황이 절대로 침해될 수 없다는 것을 확실히 납득하고 있습니다.

## 평가
이는 사실상 유대인이 팔레스타인에서 민족적 고향을 건설하겠다는 것을 지지한다는 내용의 서신이다.
하지만 이미 밸푸어 선언 이전인 1915년 10월에 헨리 맥마흔이 후세인-맥마흔 서한을 통해 전후 아랍인의 독립국가를 건설하는 것을 지지하기로 약속하였다. 이런 영국의 모순된 행동으로 결국 전 후 유대인세력과 아랍세력의 분쟁을 초래하게 되었다는 비판도 있다.

## 같이 보기
- 제1차 세계 대전의 외교사